# Lafox

Lafox este o comună în departamentul Lot-et-Garonne din sud-vestul Franței. În 2009 avea o populație de 1.162 de locuitori.

## Evoluția populației
| An        | 1975 | 1982 | 1990 | 1999 | 2006  | 2009  |
| --------- | ---- | ---- | ---- | ---- | ----- | ----- |
| Populație | 524  | 595  | 706  | 817  | 1.183 | 1.162 |